# Чарльз Болден
Чарльз Френк Болден (нар. 19 серпня 1946 в Колумбія, штат Південна Кароліна) — американський генерал-майор Корпусу морської піхоти (у відставці), колишній астронавт. Магістр, випускник Університету Каліфорнії, спеціалізується в галузі електроніки, закінчив Військово-морську академію. Після закінчення академії служив в повітряному флоті. Як льотчик-випробувач літав на літаках A-6E, EA-6B, A-7C/E. Входив до Команди астронавтів НАСА з 1970 року. З 15 липня 2009 по 20 січня 2017 року був Адміністратором (керівником) НАСА.

## Польоти в космос
У 1981 році він був обраний як пілот Space Shuttle.
Перший політ зробив в ході експедиції CTC-61-C 12-18 січня 1986 року.
Другий політ зробив під час експедиції CTC-31 24-29 квітня 1990, в ході якого був виведений на орбіту Космічний телескоп Хаббл. Під час двох експедицій Болден провів 267 годин в космосі.
Третій космічний політ Болден здійснив як командир шаттла «Атлантіс» STS-45. Головним завданням польоту були — вивчення атмосфери, сонячного і ультрафіолетового випромінювань та експерименти в галузі фізики плазми. Політ проходив з 24 березня по 2 квітня 1992 року. Тривалість польоту склала 8 діб 22 години і 10 хвилин.
Четвертий космічний політ Болден здійснив як командир шаттла «Дискавері» STS-60. До складу екіпажу американського космічного корабля вперше входив російський космонавт — Сергій Крикальов. Політ проходив з 3 по 11 лютого 1994. Тривалість польоту склала 8 діб 7 годин і 9 хвилин.
Загалом Чарльз Болден здійснив чотири космічні польоти, сумарна тривалість яких склала 28 діб 8 годин і 39 хвилин.

## Керівник НАСА
Чарльз Болден займав посаду адміністратора НАСА з 15 липня 2009 по 20 січня 2017 року.
19 березня 2013 року на засіданні Комітету Палати представників США з науки, космосу й технологій, зібраному після падіння метеорита в Челябінську і присвяченому обговоренню загроз із космосу, Чарльз Болден, як керівник Агентства, заявив, що найкраща порада НАСА на випадок, якщо на Землю падатиме великий астероїд — молитися.